# Glumaceae
Glumaceae is een beschrijvende plantennaam; ze werd gebruikt in het Bentham & Hooker-systeem voor een eenheid, bedoeld als orde van eenzaadlobbige planten met de volgende samenstelling:
- [orde] Glumaceae
  - familie Centrolepidaceae
  - familie Cyperaceae
  - familie Eriocaulaceae
  - familie Gramineae
  - familie Restionaceae

Vergelijk ook de orde Glumiflorae.